# Matteo Mancini
Matteo Mancini (falecido em 1505) foi um prelado católico romano que serviu como bispo de Sora (1503–1505).

## Biografia
No dia 7 de junho de 1503, Matteo Mancini foi nomeado durante o papado de Júlio II como Bispo de Sora. Mancini serviu como Bispo de Sora até à sua morte em 1505.